# Dariusz
Dariusz ist ein männlicher Vorname.

## Herkunft und Bedeutung
Dariusz ist die polnische Form des männlichen Vornamens Darius.

## Namensträger
- Dariusz Adamczuk (* 1969), polnischer Fußballspieler
- Dariusz Bąk (* 1958), polnischer Politiker
- Dariusz Baranowski (* 1972), polnischer Radrennfahrer
- Dariusz Dudek (* 1975), polnischer Fußballspieler
- Dariusz Dudka (* 1983), polnischer Fußballspieler
- Dariusz Dziekanowski (* 1962), polnischer Fußballspieler
- Dariusz Foks (* 1966), polnischer Dichter, Prosaschriftsteller und Drehbuchautor
- Dariusz Gęsior (* 1969), polnischer Fußballspieler
- Dariusz Kaczanowski (* 1971), polnischer Politiker
- Dariusz Kubicki (* 1963), polnischer Fußballspieler und -trainer
- Dariusz Michalczewski (* 1968), polnisch-deutscher Boxer
- Dariusz Muszer (* 1959), deutsch-polnischer Schriftsteller
- Dariusz Niemirowicz (* 1952), polnischer Konzert- und Opernsänger
- Dariusz Pasieka (* 1965), polnischer Fußballspieler
- Dariusz Rosati (* 1946), polnischer Politiker und Wirtschaftswissenschaftler
- Dariusz Rudnicki (* 1981), polnischer Radrennfahrer
- Dariusz Szubert (* 1970), polnischer Fußballspieler
- Dariusz Wdowczyk (* 1962), polnischer Fußballspieler und -trainer
- Dariusz Wolski (* 1956), polnischer Kameramann
- Dariusz Wosz (* 1969), deutscher Fußballspieler
- Dariusz Żuraw (* 1972), polnischer Fußballspieler